# レマン・エクスプレス

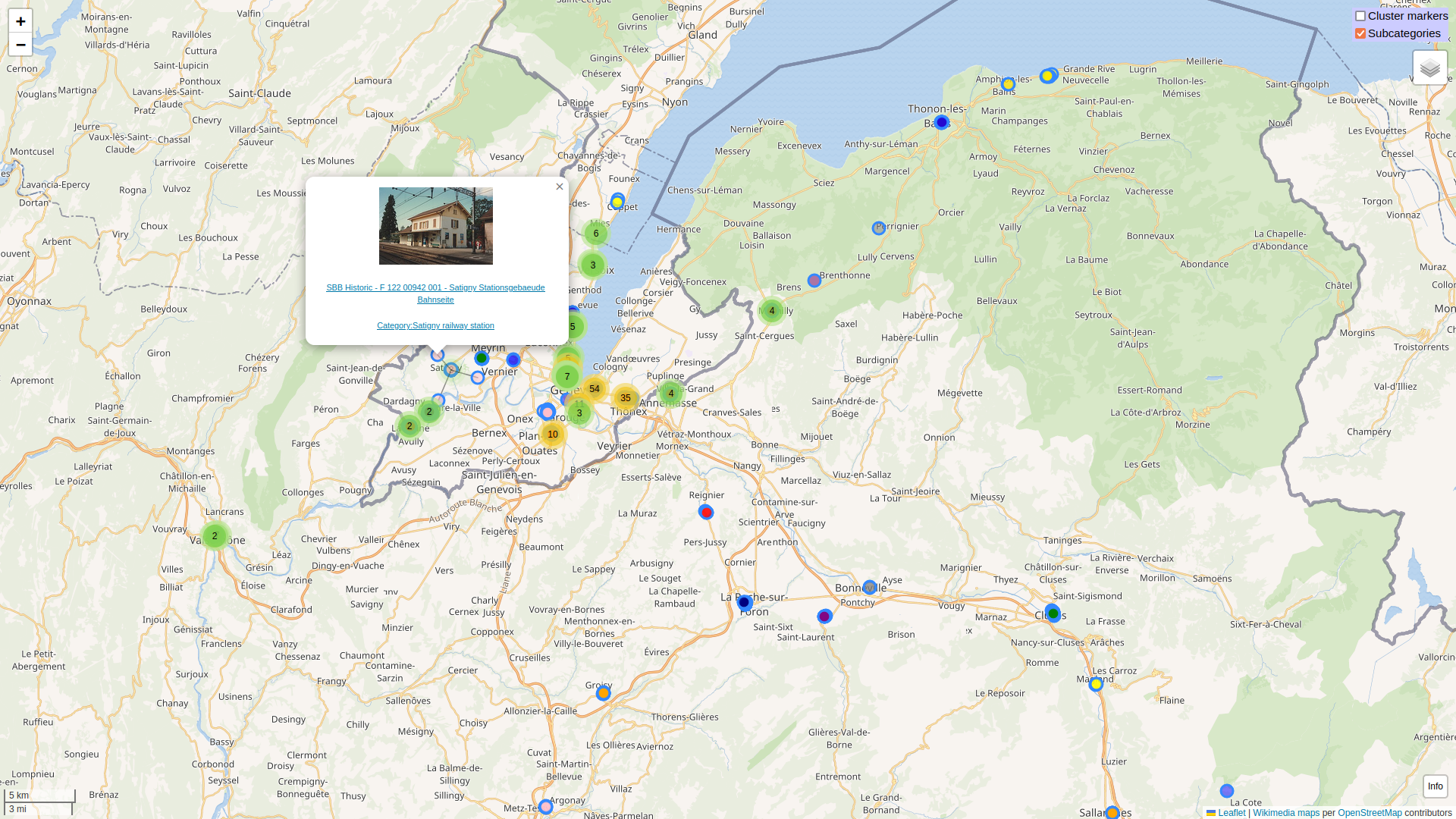
レマン・エクスプレスの駅 (by locations of geocoded photos on Wikimedia Commons)

レマン・エクスプレス(Léman Express) は、ジュネーヴを中心とした、スイス西部とフランス・アルプス地方（オート＝サヴォワ県およびアン県）に跨がる、国境を越えた都市圏であるグラン・ジュネーヴ(Grand Genève) に路線を持つ通勤列車網である。6路線、総延長230 kmがスイスとフランスの町を鉄路で結んでいる。
レマン・エクスプレスシステムの中核にあるのが、ジュネーヴ・オー・ヴィーヴ駅とジュネーヴ・コルナヴァン駅を接続するCEVA計画である。大半が地下を通るこの路線は2019年12月15日に開業した。この路線を介して、レマン・エクスプレスは、ジュネーブ・コルナヴァン駅からエヴィアン、トノン、アヌマッス、アヌシー、そしてアルヴ渓谷からサン＝ジェルヴェ＝レ＝バンまでの直通運転を開始した。

## 路線
レマン・エクスプレスは毎日午前5時から深夜0時30分まで運行しており、金曜と土曜の夜はコペとアヌマッスの間で終夜運転が行われている。
|    | ルート                                                                                                   | 所要時間 |
| -- | --- | -------- |
| L1 | コペ ⥋ アヌマッス / トノン＝レ＝バン / エヴィアン＝レ＝バン                                              | 83分     |
| L2 | コペ ⥋ アヌマッス / ラ・ロシュ＝シュル＝フォロン / アヌシー                                              | 100分    |
| L3 | コペ ⥋ アヌマッス / ラ・ロシュ＝シュル＝フォロン / クリューズ / サン＝ジェルヴェ＝レ＝バン・ル・ファイエ | 112分    |
| L4 | コペ ⥋ アヌマッス                                                                                        | 46分     |
| L5 | ジュネーヴ・コルナヴァン ⥋ ラ・プレーヌ                                                                  | 17分     |
| L6 | ジュネーヴ・コルナヴァン ⥋ ベルガルド                                                                    | 35分     |

## 乗客数
2019年12月の全面開業時点で、一日当たりの乗客数は50,000人になることが期待されていた。2020年3月初めには一日当たりの乗客数は45,000人に達したが、 新型コロナウイルスの流行とそれに伴う移動制限により乗客数は大幅に減少した。2020年6月にはパンデミック前の約50%まで回復し、2021年10月までには一日当たりの乗客数は49,800人に達した。

## 運賃
レマン・エクスプレスは2国に跨がる国際的なシステムであることから、運賃体系も複雑である。レマン・エクスプレスのサービス開始以前、ジュネーヴ都市共同体はユニレゾ(Unireso)と呼ばれるゾーン制運賃体系を有していた。ゾーン10(Zone 10)、すなわち全ジュネーヴ("Tout Genève")は、ジュネーヴ州全体をカバーしていた。現在でもこのゾーン内はユニレゾ・ゾーン10チケット価格が適用されている。ヴォー州を発着する場合にはスイス国鉄の運賃、フランス国内のみを利用する場合にはフランス国鉄のTERの運賃が適用される。スイス・フランス国境を越えて乗車する場合には、発着駅間の距離に応じて特別に計算されるレマン・パス・レートによって運賃が決定される。ユニレゾ・ゾーン内の全ての駅相互間を乗車する場合は均一運賃であり、アヌマッスからゾーン10の末端駅であるポン・セアルまで44分間乗車した場合と、アヌマッスから隣のシェーン＝ブールまで7分間乗車した場合の運賃は同額であり、レマン・エクスプレスのネットワーク外ではあるがアヌマッスからジュネーヴ空港までの運賃も同額となる。また、アヌマッスからコペまでのように、ゾーン10の外からゾーン10の反対側まで乗車した場合には、全区間について距離制運賃が適用される。

## 歴史
ジュネーブ都市圏はジュネーヴ市を中心に国境を越えてフランス側にも広がりを見せ、フランス側に居住しジュネーヴに通勤・通学する住民が増加した。他方、ジュネーヴ都市圏の鉄道網は、スイス領内ではスイス国鉄が、フランス領内ではフランス国鉄が担う、複雑な形態を取ることになった。

### 2019年以前のジュネーヴのRER

2018年12月9日にCEVAが部分開業する前のジュネーヴのRERのネットワーク

2019年のレマン・エクスプレスの開業以前は、ジュネーヴ近郊の鉄道網はRER（Rhône Express Regional（ローヌ地域圏急行鉄道）の略）と呼ばれた。パリ都市圏のRERと同じ略語であったが、都市部をまたいで郊外から郊外を結ぶ路線ではなかっため、厳密にはフランス語圏のRERおよびドイツ語圏のSバーンの概念に当てはまるものではなかったが、ジュネーヴの中央駅であるコルナヴァン駅を起点として以下の路線が近郊圏（隣国のフランスも含む）を結んでいた。またヴォー州州境やフランス国境をまたがずにジュネーヴ州内を移動する場合は、RERもバスやトラムと同じ市内交通の切符で乗車できた。フランスにまたがる路線はフランス国鉄SNCFの地域圏急行輸送TERローヌ＝アルプ地域圏のネットワークにも含まれ、上述の非接触型ICカードOùRAも使用可能であった。
- ジュネーヴ・コルナヴァン - ラ・プレーヌ - ベルガルド＝シュル＝ヴァルスリーヌ（フランス、アン県）
- ジュネーヴ・コルナヴァン - ヴェルソワ - コペ（ヴォー州）
- ジュネーヴ・コルナヴァン - ジュネーヴ空港

ジュネーヴ発着の長距離列車も、その多くがコルナヴァン駅をまたいでジュネーヴ空港まで乗り入れて発着していた。長距離列車も空港〜コルナヴァン駅間の移動は市内切符で乗車できた。
- ジュネーヴ・コルナヴァン - ランシー・ポン・ルージュ - オーヴィーヴ - アヌマッス（フランス、オート＝サヴォワ県）

ランシーはジュネーヴ貨物駅の一部を旅客用に開放した簡易停車所。1駅しか無く、ランシー到着後に操車場へ退避したため、車庫行きの性格の強い路線であったが、拡張されてアヌマッスまで以下のとおり地下路線が整備された。

### 地下路線の新設
2012年より、それまでフランス国鉄の管轄であったターミナル駅のジュネーヴ・オー・ヴィーヴ駅（ターミナルとはいえ単線路線で規模は小さかった）と、国境を挟んだ隣町であるフランスのアヌマッスを結ぶ路線を拡張する工事が着工した。ランシー・ポン・ルージュからの路線を地下トンネルや掘割などでオーヴィーヴに連結し、コルナヴァン駅発着のRER路線として整備し、従来の単線区間は複線化された。オー・ヴィーヴ駅および途中駅のシェーヌブール駅は19世紀からの駅舎をそのまま利用しながら、地下に新規の駅構造を拡張した。シェーヌブールの駅舎はこの工事に伴い30mほどの距離を工事用レールで移動して移築した。この他にジュネーヴ大学シャンペル病院前とカルージュに新駅が建設された。この工事はCEVA計画（コルナヴァンCornavin、オー・ヴィーヴEaux-Vives、アヌマッスAnnemasseのそれぞれの頭文字を取った名称）と呼ばれた。フランス国鉄は2013年3月までシェーヌブールとアンヌマッス間の部分運行を行っていたが、4月以降は運休しシェーヌブール区間が工事に入った。これによりフランス側の途中駅アンビイー（盛り土だけの簡易停車所）は廃止された。工事期間中は、地域圏の短距離バスおよびフランス国鉄が鉄道の代行として運用しているTERの長距離バスが代行運転した。
2019年12月15日、コルナヴァン - オー・ヴィーヴ - アヌマッス間の地下路線が全線開通し、レマン・エクスプレスのネットワークが完成した。

### 実現していない構想
フランス国鉄の運行するTERのうち、アン県はベルガルド＝シュル＝ヴァルスリーヌからジュネーヴを経由せず、つまりスイス国境をまたがずフランス国内で、ジェクス経由フェルネイ＝ヴォルテールおよびディヴォンヌ＝レ＝バンを結ぶ鉄道路線（fr:Ligne de Collonges - Fort-l'Écluse à Divonne-les-Bains (frontière)）があるが、これは1997年に鉄道運行が休止され、現在はTERのバスで代行運転している。
ジュネーヴ市内からジュネーヴ空港のすぐ裏手の国境を挟んだフェルネイ＝ヴォルテールを経由してジェクスに向かう路線はジュネーヴ州立交通局TPG管轄のバスが走っている。またTERバス途中駅のサン＝ジェニ＝プイイにもTPGのバスが乗り入れている。ディヴォンヌ＝レ＝バンにはジュネーヴからのTPG深夜バスが走っているほか、コッペからニヨン市管轄TPNのバスも走っており、RER、TER、TPG、TPNが合わさってスイス・フランス国境地域一帯を結ぶネットワークが形成された。
ニヨンからその近郊のエイサンまではヴォー州RERの管轄である貨物主体の短い鉄道路線が走っているが、かつてこの路線は1962年までは国境スイス側のクラシエを経由してディヴォンヌ＝レ＝バンまで通じていた。このため、ベルガルド、ディヴォンヌ、ニヨンを結ぶ鉄道路線を再開通し「RERフランコ・ヴァルド・ジュネヴォワ」計画（現在のレマン・エクスプレス網）に組み込むための「ジェクスレール」協会が2009年に設立されたが、2023年現在これらの構想は実現に向けての動きは具体化していない。